# Gustaf Koutonen
Gustaf Koutonen (Gustaf Alfons Koutonen; * 17. August 1910 in Helsinki; † 8. Juli 1977 ebd.) war ein finnischer Hammerwerfer.
Bei den Olympischen Spielen 1936 in Berlin wurde er Vierter.
1932, 1933 und 1936 wurde er Finnischer Meister. Seine persönliche Bestleistung von 53,55 m stellte er am 14. Juli 1933 in Helsinki auf.